# Ernst Loof
Ernst Loof va ser un pilot de curses automobilístiques alemany que va arribar a disputar curses de Fórmula 1.
Ernst Loof va néixer el 4 de juliol del 1907 a Neindorf, Oschersleben, Saxònia-Anhalt, Alemanya i va morir el 3 de març del 1956 a Bonn, Alemanya.
Loof va ser un dels fundadors de l'escuderia Veritas que va disputar el campionat del món de la f1 en diverses temporades.

## A la F1
Va debutar a la setena cursa de la quarta temporada de la història del campionat del món de la Fórmula 1, la corresponent a l'any 1953, disputant el 2 d'agost el GP d'Alemanya al Circuit de Nürburgring.
Ernst Loof va participar en aquesta única cursa puntuable pel campionat de la F1, retirant-se als inicis de la prova i no assolí cap punt pel campionat de la F1.

## Resultats a la Fórmula 1
| Any  | Equip      | Xassís         | Motor   | 1   | 2   | 3   | 4   | 5   | 6   | 7       | 8   | 9   | Posició | Punts |
| ---- | ---------- | -------------- | ------- | --- | --- | --- | --- | --- | --- | ------- | --- | --- | ------- | ----- |
| 1953 | Ernst Loof | Veritas Meteor | Veritas | ARG | 500 | HOL | BEL | FRA | GBR | ALE Ret | SUI | ITA | -       | 0     |

### Resum
| Curses: | Victòries: | Pòdiums: | Poles: | Voltes ràpides: | Punts: |
| ------- | ---------- | -------- | ------ | --------------- | ------ |
| 1       | 0          | 0        | 0      | 0               | 0      |